# 金雞2
《金雞2》是一部由Applause Pictures出品，於2003年12月上映的香港電影，是《金雞》的續集。由陳可辛監製，趙良駿擔任導演。第三部《金雞SSS》於2014年上映。

## 劇情
2047年的聖誕節晚上，昔日以妓女為生的阿金（吳君如飾）已經高齡82歲了，她為了俯瞰維多利亞「河」的迷人景色，專程走到太平山山頂，不過還沒欣賞到美景，卻遇上了失戀青年盧力士（杜汶澤飾）。盧力士為了忘記失去愛情的痛苦，在山頂上濫用精神藥物「忘情丸」企圖自殺，阿金見狀即時訴說自己昔日痛苦的經歷來安撫他。
她認為每個痛苦的歷練，往往會成為最美麗的回憶。
在這期間阿金除了提到曾經給過她有聲有色經驗的多位嫖客之外，又講到自己與學友表哥（張學友飾）的一段初戀與出賣，還有自己如何轉型去做茶餐廳老闆娘。  
日子雖然充滿了酸甜苦辣，但是阿金依然樂觀奮鬥，就像每一個香港人一樣。

## 電影中的歷史事件
- 2003年沙士肆虐
- 2003年七一遊行
- 葉劉淑儀、梁錦松辭職
- 十一億中國大陸旅客香港自由行
- 未來的2047年7月1日香港回歸50週年金禧慶典

## 主演
吳君如飾演的妓女“金雞”在實際意義上是電影的唯一主演，而大多數明星演員客串了電影中的其他角色，其中以張學友，鄭中基和杜汶澤的戲份為多，張學友亦憑藉出色的演技獲得第二十三屆香港電影金像獎以及台灣電影金馬獎的最佳男主角提名，在這兩個獎項的歷史上是罕有的以客串身份獲得男主角提名的演員；2004年香港電影金紫荊獎更是在當屆加設一個“最敬業演員大獎”以此來特別表彰他在電影中的敬業精神。
| 演員   | 角色 |
| 吳君如 | 阿金 |

### 客串演員
| 演員   | 角色                                  |
| 張學友 | 馮仁坤（阿金表哥）                    |
| 劉德華 | 特首（2047年）                        |
| 黎明   | 周文光（口罩醫生）                    |
| 杜汶澤 | 盧力士（阿金孫子）                    |
| 黃秋生 | 周老闆（周生生）                      |
| 鄭中基 | 陳沙士（精神分裂患者）                |
| 張衛健 | 高水文醫生（water文），名字影射高永文 |
| 李心潔 | 陳沙士妻子                            |
| 黃日華 | Richard                               |
| 田蕊妮 | 媽媽生                                |
| 鄭丹瑞 | 黃老吉（解籤佬）                      |
| 夏春秋 | 阿金父親                              |
| 戴辛尉 | 超商店員                              |

### 主題曲
| 曲別   | 歌名                  | 演唱           |
| ------ | --------------------- | -------------- |
| 主題曲 | 《八 二十八 八十八》  | 鄭中基         |
| 插曲   | 《天各一方》          | 鄭中基         |
| 插曲   | 《愛是永恆》          | 張學友         |
| 插曲   | 《一生何求》          | 陳百強         |
| 插曲   | 《肥婆隻雞甩晒毛》      | 鄭中基、吳君如 |
| 插曲   | 《Kowloon Hong Kong》 | 潘迪華         |
| 插曲   | 《難為正邪定分界》    | 葉振棠、麥志誠 |
| 插曲   | 《浮生六劫》          | 葉振棠         |
| 插曲   | 《信》                | 翁倩玉         |
| 插曲   | 《青春少年時》        | 林子祥         |
| 插曲   | 《一個人》            | 林子祥         |
| 插曲   | 《最愛是誰》          | 林子祥         |
| 插曲   | 《分分鍾需要妳》      | 林子祥         |

## 獎項及提名
| 獎項                       | 類別                       | 名字           | 結果 |
| -------------------------- | -------------------------- | -------------- | ---- |
| 2004年香港電影金像獎       | 最佳男主角                 | 張學友         | 提名 |
| 2004年香港電影金像獎       | 最佳女主角                 | 吳君如         | 提名 |
| 2004年香港電影金像獎       | 最佳美術指導               | 奚仲文、麥國強 | 提名 |
| 2004年香港電影金像獎       | 最佳服裝造型設計           | 奚仲文、張世傑 | 提名 |
| 第41屆金馬獎               | 最佳男主角                 | 張學友         | 提名 |
| 第十屆香港電影評論學會大獎 | 推薦電影                   | 《金雞2》      | 獲獎 |
| 2004年香港電影金紫荊獎     | 最佳男主角                 | 張學友         | 提名 |
| 2004年香港電影金紫荊獎     | 最敬業演員大獎（特別表彰） | 張學友         | 獲獎 |
| 《明報週刊》演藝動力大獎   | 最突出電影男演員           | 張學友         | 獲獎 |

## 播放時間
| 香港 翡翠台 星期六1:50-3:55節目 | 香港 翡翠台 星期六1:50-3:55節目                                     | 香港 翡翠台 星期六1:50-3:55節目 |
| ------------------------------- | ------------------------------------------------------------------- | ------------------------------- |
|                                 | （週六深宵影院）金雞2 （2018年7月29日）                             |                                 |
| 智激校園 (2011年6月19日)        | 算死草 （2011年7月3日） 食神 (2011年7月10日) 功夫 （2018年4月29日） |                                 |

## 外部連結
- Yahoo奇摩電影上《金雞2》的資料（繁體中文）
- 開眼電影網上《金雞2》的資料（繁體中文）
- 豆瓣电影上《金雞2》的資料 （简体中文）
- 时光网上《金雞2》的資料（简体中文）
- 爛番茄上《金雞2》的資料（英文）
- 香港影庫上《金雞2》的資料（繁體中文）
- 互联网电影数据库（IMDb）上《金雞2》的资料（英文）